# Golfclub Grevelingenhout
Golfclub Grevelingenhout is een Nederlandse golfclub in Bruinisse in de provincie Zeeland. De baan is officieel geopend op 1 juli 1988 en is ontworpen door de Engels/Zwitserse golfbaan-architect Donald Harradine.
De baan wordt omzoomd door een woongebied met vrijstaande villa's. De scheiding tussen de golfbaan en het woongebied wordt gevormd door waterpartijen en bosschages. Opvallend is dat de greens van hole 9 en hole 18 in elkaar overlopen.

## Baanrecord
Tijdens de eerste maandbeker van 2013 verlaagde Job Jan Simmelink het baanrecord naar 69 (-3), spelend vanaf de backtees. Zijn handicap werd daarmee verlaagd naar +0.2, hij is het eerste lid van de club met een plus-handicap.
Nadat Job Jan het baanrecord in 2013 verlaagde naar 69 slagen, zorgde Max Meuwsen ervoor dat tijdens Het Grevelingenhout Jeugd Open 2017 dat het baanrecord naar 68 slagen (-4) moest worden bijgesteld. Een jaar later haalde Bas Post hier nogmaals een slag vanaf zodat het baanrecord op dit moment 67 slagen is, goed voor 5 onder par. In 2022 werd het baanrecord van 67 geevenaard door zowel Loran Appel (27 augustus) als Job Jan Simmelink (28 augustus).

## Promotie naar hoofdklasse
In 2015 promoveerde het 1e team, onder aanvoering van captain Job Jan Simmelink, naar de hoofdklasse van de 36-holes competitie van de NGF. Daarmee is golfclub Grevelingenhout de eerste club in de Zeeuwse geschiedenis die promotie naar deze hoogste competitieklasse in Nederland weet te bewerkstelligen. 
Na degradatie naar de eerste klasse van de NGF competitie in 2016, slaagde het 1e team er wederom in 2017 om te promoveren naar de Hoofdklasse. Nu onder aanvoering van captain Bas Post.